# Navegación por estima (robótica)
La navegación por estima (en inglés, Dead reckoning) es un procedimiento matemático que utiliza sencillas fórmulas trigonométricas para inferir la ubicación actual de un navío haciendo cálculos basados en el rumbo y la velocidad de navegación a lo largo de un período, sin usar el cielo y los astros como referencia.
La amplia mayoría de sistemas de robots móviles terrestres que se usan hoy en día, utilizan la técnica dead reckoning como columna vertebral de su estrategia de navegación, y al igual que sus homólogos náuticos, necesitan eliminar los errores acumulados con continuos ajustes con varios sistemas de ayuda a la navegación. 
La implementación más simple posible de la técnica dead reckoning es habitualmente llamada odometría, término que implica que el desplazamiento de un vehículo a lo largo de la trayectoria se deriva directamente de algún odómetro o cuentarrevoluciones a bordo del vehículo. Una técnica común para implementar la odometría consiste en utilizar encoders ópticos directamente acoplados a los motores o a los ejes de las ruedas. 
Existen multitud de sensores para cuantificar el desplazamiento angular y la velocidad, como por ejemplo:
- Potenciómetros.
- Sincros.
- Resolvers.
- Encoders ópticos.
- Encoders magnéticos.
- Encoders inductivos.
- Encoders de capacidad.

- Datos: Q41851762